# 弁天島 (小豆島町)
弁天島（べんてんじま）は香川県小豆島町に所在する無人島。別名沖ノ島・琵琶島
。

## 地理
苗羽集落の西約0.1㎞にある。面積0.03㎢。2つの島からなるが、干潮時には砂洲でつながる。小豆島側の島が「陸の弁天」、もう一方が「沖の弁天」と呼ばれる。全域が瀬戸内海国立公園にふくまれる。

## 弁天島古墳群
島内には町指定史跡の弁天島古墳群がある。徳島文理大学の調査により3世紀から4世紀の石墳（1）と箱式石棺墓（5）が発掘されている。讃岐中・東部独特の積石方墳が島で発掘されたのは初めてであり、古墳時代における小豆島と他地域のつながりを解明する上で重要視される。また、島内には須恵器の破片が散在している。

## 弁天
陸の弁天には弁財天社、沖ノ弁天には厳島神社が祀られている。漁業の神として漁業者から信仰を集めており、以前は毎年7月7日に夏祭りがあった。現在は規模を縮小している。